# Климович, Сергей Николаевич
Сергей Николаевич Климович (род. 8 марта 1974, Новосибирск) — советский и российский хоккеист, центральный нападающий. Мастер спорта России международного класса.

## Биография
Воспитанник новосибирского хоккея. С сезона 1990/91 начал играть во второй команде московского «Динамо», в следующем сезоне дебютировал за главную команду. На драфте НХЛ 1992 года был выбран во втором раунде под общим 41-м номером клубом «Чикаго Блэкхокс».
Из-за начавшегося в сезоне 1994/95 локаута в НХЛ не смог подписать контракт с «Чикаго» и заключил соглашение с фарм-клубом из ИХЛ «Индианаполис Айс». Следующим летом подписал двусторонний трёхлетний контракт с «Чикаго», но продолжал играть в фарм-клубе. Единственный матч в НХЛ провёл 9 декабря 1996 года. Климович удачно начал сезон ИХЛ, «Чикаго» испытывал трудности, и игрок получил вызов на домашний матч с «Торонто Мейпл Лифс». В первом периоде получил две минуты штрафа, нарушив правила в единоборстве с Таем Доми, а в середине второго периода после толчка Хендриксона ударился о борт и получил травму. После лечения, продолжавшегося несколько недель, Климович был вновь отправлен в «Индианаполис».
В сезоне 1997/98 играл за команды ИХЛ «Лас-Вегас Тандер» и «Квебек Рафальс» и клуб WCHL «Айдахо Стилхэдз». Половину сезона 1998/99 отыграл в австрийском «Граце» из Альпенлиги, следующие полтора сезона выступал за немецкий «Аугсбургер Пантер». В мае 2000 года вернулся в Россию, подписав контракт с московским «Динамо». Играл за клубы Суперлиги «Металлург» Магнитогорск (2001/02), «Сибирь» Новосибирск (2001/02 — 2004/05), «Спартак» Москва (2005/06), «Металлург» Новокузнецк (2006/07). Завершал карьеру в ХК «Белгород» (2009/10 — 2010/11) и команде чемпионата Украины «Донбасс» Донецк (2010/11).
В сезонах 2012/13 — 2014/15 — старший тренер в ХК «Белгород». В сезонах 2015/16 — 2016/17 — скаут в «Сибири», с июля 2017 по февраль 2024 — спортивный директор клуба.
Окончил НГПУ и НГУЭУ.
Бронзовый призёр юниорского чемпионата Европы 1992. Участник молодёжного чемпионата мира 1993.

### Семья
Жена Анна. Пятеро сыновей. Иван (род. 2003), Егор (род. 2005), Никита (род. 2009), Фёдор (род. 2010) воспитанники ХК «Сибирь». Александр (род. 1997) поздно стал заниматься хоккеем, в середине 2010-х играл в молодёжных лигах Северной Америки и Словакии.

## Достижения
- Обладатель Кубка Тампере (1992)[1]
- Финалист Кубка Европы (1992, 1993)
- Чемпион, обладатель Кубка МХЛ, абсолютный чемпион России (1993)
- Победитель турнира на призы «ГАЗ» (1993, 1994)
- Победитель мемориала Ромазана (1993)
- Обладатель Кубка «Эпсон Кап» (1993)
- Второй призёр чемпионата МХЛ, финалист Кубка МХЛ (1994)
- Победитель кубка Амура (2001)